# Heinrich Haussler
Heinrich Haussler (Inverell, 25 febbraio 1984) è un ex ciclista su strada e ciclocrossista australiano di origine tedesca, professionista dal 2005 al 2023.
Soprannominato Heino e German Kangaroo, negli anni ha messo gradualmente in mostra le sue caratteristiche di velocista; una buona tenuta sulle salite di media difficoltà gli ha permesso inoltre di essere competitivo anche nelle grandi classiche. In carriera ha vinto una tappa alla Vuelta a España 2005, una al Tour de France 2009 e una al Giro di Svizzera 2010, piazzandosi inoltre secondo alla Milano-Sanremo 2009 e al Giro delle Fiandre 2009.

## Carriera

### Gli esordi
Di famiglia tedesca, Haussler è nato e cresciuto nel Nuovo Galles del Sud australiano. Si trasferì in Germania all'età di 14 anni, nel 1998, per inseguire il sogno di diventare ciclista professionista. Dopo aver gareggiato per molti anni con licenza tedesca, nel luglio del 2010 ha optato per la nazionalità australiana.
Passò professionista nel 2005, appena ventunenne, con la formazione tedesca Gerolsteiner, e già al primo anno riuscì ad aggiudicarsi una tappa alla Vuelta a España sul traguardo di Alcobendas. Nelle tre stagioni seguenti ottenne altre vittorie, tra cui quella in una frazione al Giro del Delfinato 2007; fece inoltre il suo debutto al Tour de France, nell'edizione 2007.

### 2009-2012: le vittorie con Cervélo e Garmin

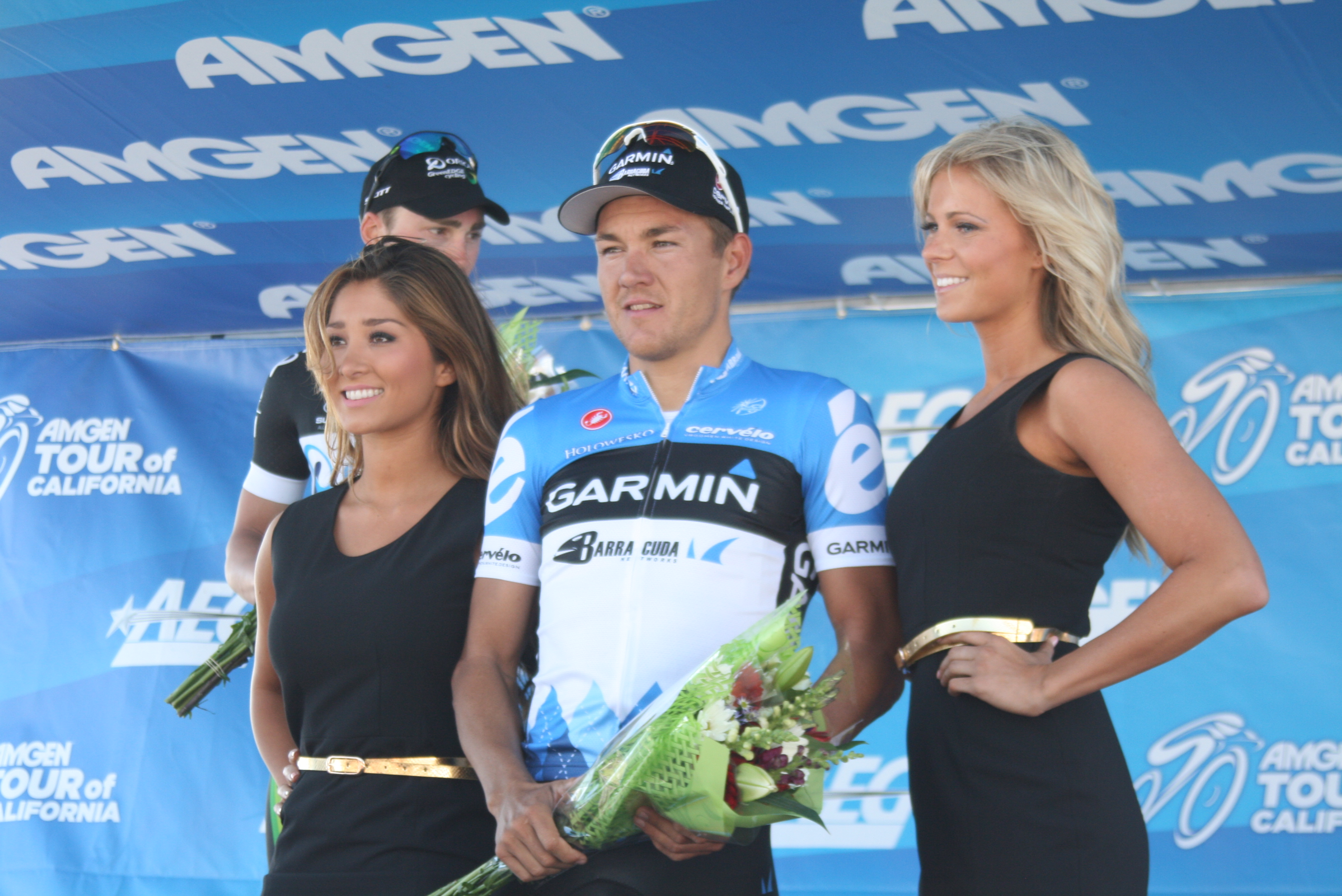
Haussler premiato al Tour of California 2012

All'inizio del 2009, dopo la chiusura della Gerolsteiner, si accasò al Cervélo TestTeam, formazione Professional Continental svizzera. Nella primavera di quell'anno ottenne importanti risultati: vinse una tappa alla Parigi-Nizza, si classificò secondo alla Milano-Sanremo – battuto al fotofinish da Mark Cavendish – e al Giro delle Fiandre, e settimo alla Parigi-Roubaix. Considerati questi piazzamenti, il 12 aprile divenne numero uno della classifica mondiale dell'UCI, difendendo la posizione fino a fine maggio. In luglio si aggiudicò, dopo una lunga fuga, la tappa di Colmar al Tour de France, e nel settembre dello stesso anno rinnovò fino al 2012 il contratto che lo legava alla Cervélo.
Nel 2010 vinse una frazione al Giro di Svizzera; dovette poi ritirarsi dalla corsa, causa caduta, e sottoporsi ad un intervento chirurgico al ginocchio, restando a lungo lontano dalle gare. Al termine della stagione, complice la fusione della Cervélo con il team Garmin, venne messo sotto contratto dal nuovo Team Garmin-Cervélo. Nel 2011 ottenne tre successi, tutti in Asia – si aggiudicò infatti una tappa al Tour of Beijing, gara del calendario World Tour, e due tappe al Tour of Qatar. L'anno dopo, sempre tra le file della Garmin, non colse invece alcuna vittoria, pur classificandosi secondo in ben quattro tappe del Tour of California, battuto in tutte e quattro le occasioni da Peter Sagan.

### 2013-2016: i quattro anni con IAM Cycling
Nel 2013 si trasferì tra le file del team Professional Continental svizzero IAM Cycling. Al primo anno chiuse quarto alla Gand-Wevelgem e alla Parigi-Bourges, vincendo inoltre una tappa al Giro di Baviera; nella stagione seguente vinse un'altra frazione al Giro di Baviera, e si piazzò secondo nella tappa di Nîmes al Tour de France. Ulteriori risultati arrivarono nel 2015, con la vittoria del titolo nazionale in linea e un secondo posto di tappa al Tour Down Under; al contrario nel 2016, ultimo anno con IAM Cycling, non ottenne podi, assumendo perlopiù ruoli di gregario.

### 2017-2023: le stagioni con la Bahrain e il ritiro
Per il 2017 venne ingaggiato dal neonato WorldTeam Bahrain-Merida, ma gran parte della stagione fu segnata da numerosi infortuni e da problemi di depressione. Rientrato alle corse nell'agosto 2017, nelle stagioni seguenti assunse perlopiù ruoli di gregariato nelle classiche e nelle brevi corse a tappe, ritagliandosi comunque alcuni spazi: concluse infatti decimo alla Dwars door Vlaanderen 2019, quinto al Saudi Tour 2020 (con un secondo posto parziale), quarto alla Omloop Het Nieuwsblad 2021 e decimo alla Parigi-Roubaix 2021, edizione autunnale vinta dal compagno Sonny Colbrelli. Tra il 2019 e il gennaio 2022 è anche attivo nel ciclocross, partecipando ad alcune prove di coppa del mondo e rappresentando l'Australia nella prova Elite dei mondiali 2021 a Ostenda.
Nell'aprile 2023 annuncia il ritiro dalle corse a causa di problemi cardiaci emersi nel dicembre precedente; rimane comunque nella Bahrain Victorious assumendo il ruolo di direttore sportivo.

## Palmarès
- 2002 (Juniores)

Campionati tedeschi, Prova a cronometro Juniores
- 2004 (Dilettanti)

1ª tappa International Mainfranken-Tour (Schweinfurt > Bad Brückenau)
- 2005 (Gerolsteiner, una vittoria)

19ª tappa Vuelta a España (San Martín de Valdeiglesias > Alcobendas)
- 2006 (Gerolsteiner, cinque vittorie)

1ª tappa Vuelta a Murcia (Murcia > Las Torres de Cotillas)
5ª tappa Vuelta a Murcia (Murcia > Murcia)
3ª tappa Rheinland-Pfalz-Rundfahrt (Bad Neuenahr-Ahrweiler > Bad Marienberg)
2ª tappa Circuit Franco-Belge (Poperinge)
4ª tappa Circuit Franco-Belge (Tournai)
- 2007 (Gerolsteiner, due vittorie)

5ª tappa Niedersachsen-Rundfahrt (Osterode am Harz > Gottinga)
1ª tappa Giro del Delfinato (Grenoble > Roanne)
- 2008 (Gerolsteiner, una vittoria)

5ª tappa Bayern Rundfahrt (Bad Neustadt a.d.Saale > Erlangen)
- 2009 (Cervélo TestTeam, sei vittorie)

1ª tappa Volta ao Algarve (Albufeira > Olhão)
5ª tappa Volta ao Algarve (Vila do Bispo > Portimão)
2ª tappa Parigi-Nizza (Saint-Brisson-sur-Loire > La Chapelle-Saint-Ursin)
Grand-Prix Triberg-Schwarzwald
13ª tappa Tour de France (Vittel > Colmar)
5ª tappa Tour du Poitou-Charentes et de la Vienne (La Crèche > Poitiers)
- 2010 (Cervélo TestTeam, una vittoria)

2ª tappa Giro di Svizzera (Ascona > Sierre)
- 2011 (Team Garmin-Cervélo, tre vittorie)

2ª tappa Tour of Qatar (Camel Race Track > Doha Golf Club)
3ª tappa Tour of Qatar (Al Wakrah > Mesaieed)
2ª tappa Tour of Beijing (Stadio nazionale di Pechino > Mentougou)
- 2013 (IAM Cycling, una vittoria)

5ª tappa Bayern Rundfahrt (Kelheim > Norimberga)
- 2014 (IAM Cycling, una vittoria)

1ª tappa Bayern Rundfahrt (Vilshofen > Freilassing)
- 2015 (IAM Cycling, una vittoria)

Campionati australiani, Prova in linea

### Altri successi
- 2006 (Gerolsteiner)

Classifica punti Vuelta a Murcia
- 2007 (Gerolsteiner)

Classifica a punti Niedersachsen-Rundfahrt
- 2009 (Cervélo TestTeam)

Classifica giovani Tour of Qatar
Classifica punti Tour of Qatar
Classifica punti Volta ao Algarve
Neus (Criterium)
Wolwerten (Criterium)
Nacht von Hannover (Criterium)
- 2010 (Cervélo TestTeam)

Classifica punti Tour of Qatar
- 2011 (Team Garmin-Cervélo)

Classifica punti Tour of Qatar
Classifica punti Paris-Nice
Noosa International Criterium

## Piazzamenti

### Grandi Giri
- Giro d'Italia

2015: 107º
2016: 99º
- Tour de France

2007: 129º
2008: 123º
2009: 97º
2014: ritirato (18ª tappa)
2018: 125º
- Vuelta a España

2005: 53º
2006: 92º
2008: ritirato (19ª tappa)
2011: 102º
2019: 132º

### Classiche monumento
- Milano-Sanremo

2006: 35º
2007: ritirato
2008: 131º
2009: 2º
2011: 18º
2012: 68º
2013: 13º
2014: 68º
2015: 80º
2016: 7º
2018: 33º
2019: 106º
2021: 157º
- Giro delle Fiandre

2005: 89º
2006: ritirato
2007: 107º
2008: 90º
2009: 2º
2011: 61º
2012: 30º
2013: 6º
2015: 26º
2016: ritirato
2018: 25º
2019: 33º
2021: 20º
2022: ritirato
- Parigi-Roubaix

2005: 25º
2006: 73º
2007: ritirato
2008: 58º
2009: 7º
2011: ritirato
2012: 32º
2013: 11º
2014: 91º
2015: 80º
2016: 6º
2018: 20º
2019: 14º
2021: 10º
- Liegi-Bastogne-Liegi

2021: ritirato
- Giro di Lombardia

2005: ritirato

### Competizioni mondiali
- Campionati del mondo su strada

Lisbona 2001 - In linea Juniores: 36º
Zolder 2002 - Cronometro Juniores: 25º
Zolder 2002 - In linea Juniores: 14º
Hamilton 2003 - In linea Under-23: 80º
Verona 2004 - In linea Under-23: 58º
Copenaghen 2011 - In linea Elite: 42º
Limburgo 2012 - In linea Elite: 73º
Ponferrada 2014 - In linea Elite: ritirato
Richmond 2015 - In linea Elite: 44º
Doha 2016 - In linea Elite: ritirato
Bergen 2017 - In linea Elite: 93º
Wollongong 2022 - In linea Elite: 67º
- Campionati del mondo di ciclocross

Ostenda 2021 - Elite: 35º